# 長井斉
長井 斉（ながい ひとし、1893年（明治26年）6月4日 - 1985年（昭和60年）12月1日）は、大正時代から昭和時代にかけての合唱指揮者。

## 経歴
兵庫県生まれ。1917年（大正6年）大阪音楽学校選科修了。戦前は大阪音楽学校教授を務めるかたわら関西合唱界の指導に努め、1930年（昭和5年）の関西学生合唱連盟の設立にも寄与した。
戦後の1946年（昭和21年）、関西合唱連盟の設立に尽力し、初代理事長に就任し、1969年（昭和44年）まで理事長を務めた。1948年（昭和23年）4月、学制改革により関西学院高等部音楽科教諭として着任、定年後も講師として残り1961年（昭和36年）まで勤めた。この間関西学院グリークラブをはじめとする合唱団の指導に広く携わり、第1回全日本合唱コンクール（1948年）をはじめコンクールの審査員等も務めた。
1974年（昭和49年）勲五等双光旭日章を受章する。
義父（妻の父）は大阪音楽学校の創立者永井幸次。息子にピアニスト・武蔵野音楽大学教授を務めた長井充。
1974年より、関西合唱連盟では長井の業績をたたえて、関西の合唱界で特に顕著な功績を残した個人・団体に「長井賞」を授与している。

## 著書
- 『み翼のかげに : 合唱音楽と共に歩んで』 大阪コーラル・ソサエティ、1980年6月